# ゼルビー
ゼルビー（英:ZELVY）は、Jリーグ・FC町田ゼルビアのマスコットキャラクター。

## 概要
2009年に誕生。同年8月16日開催のJFL後期第7節でスタジアムデビューを果たし、誕生日もこの日に設定されている。
マスコットキャラクターの選定にあたって、4種類の候補の中から一般投票により決定された。デザイナーは、町田市玉川学園在住の里見喜久夫。
町田市の鳥である「カワセミ」がモチーフで、永遠の12歳（鳥年齢は成鳥）。出身地は大地沢（町田市相原町草戸山）で、居住地は町田GIONスタジアムがある野津田公園内（町田市野津田町）。流行りのゆるキャラではなく、イケメンキャラを自負している。
クラブの公式X（旧Twitter）で、クラブや試合状況のみならず、本人のプライベートや町田市に関する情報等を発信しており、ホームタウン活動として町田市内のイベントにも積極的に参加している。

## Jリーグマスコット総選挙
Jリーグ及びJ1・J2・J3クラブのマスコットが投票によってJリーグマスコットの頂点の座を争う「Jリーグマスコット総選挙」におけるゼルビーの戦績は以下の通り。
最高位は初登場2016年の7位。最下位は2020年の35位。2023年の総選挙最終年までセンターを獲得することは無かった。
| 開催年 | ゼルビーの順位 | センターを獲得したマスコット |
| ------ | -------------- | ---------------------------- |
| 2013年 | 不出場         | ベガッ太                     |
| 2014年 | 不出場         | ヴィヴィくん                 |
| 2015年 | 不出場         | サンチェ                     |
| 2016年 | 7位            | ベガッ太                     |
| 2017年 | 17位           | サンチェ                     |
| 2018年 | 20位           | グランパスくん               |
| 2019年 | 34位           | グランパスくん               |
| 2020年 | 35位           | マリノスケ                   |
| 2021年 | 19位           | ヴィヴィくん                 |
| 2022年 | 24位           | マリノス君                   |
| 2023年 | 23位           | マリン                       |